# Masaharu Taguchi
Masaharu Taguchi (Japón, 9 de enero de 1916-29 de junio de 1982) fue un nadador japonés especializado en pruebas de estilo libre, donde consiguió ser campeón olímpico en 1936 en los 4x200 metros.

## Carrera deportiva
En los Juegos Olímpicos de Berlín 1936 ganó la medalla de oro en los relevos de 4x200 metros estilo libre, con un tiempo 8:51.5 segundos), por delante de Estados Unidos (plata) y Hungría (bronce; sus compañeros de equipo fueron los nadadores: Shigeo Arai, Shigeo Sugiura y Masanori Yusa.